# Заляльдинов, Эмиль Усманович
Эми́ль Усма́нович Заляльди́нов (тат.  Эмиль Усман улы Җәләлетдинов, 2 июля 1933, Самарканд, Самаркандская область, Узбекская ССР, СССР — 19 марта 2023, Казань, Республика Татарстан, Российская Федерация) — татарский певец, заслуженный артист Татарской АССР (1969), народный артист Татарской АССР (1973), заслуженный артист РСФСР (1982).

## Биография
Родился 2 июля 1933 года в городе Самарканде. В 1954 году окончил дирижёрско—хоровое отделение Самаркандского училища.
С 1954 по 1957 годы служил в рядах Советской Армии.
В 1957 году поступил на вокальный факультет в Ташкентскую государственную консерваторию, где проучился два года.
В 1959 году приехал в Казань и поступил в Казанскую государственную консерваторию сразу на третий курс в класс преподавателя В. Воронова.
В 1962 году успешно окончив Казанскую консерваторию, стал солистом в Татарской филармонии, где работал в Отделе оперной и камерной музыки до 1992 года.
Скончался 19 марта 2023 года в Казани в возрасте 89 лет. За десять дней до того он перенес инсульт, а затем и обширный инфаркт, от которого умер в больнице. Прощание прошло 20 марта у мечети аль-Марджани с совершением джаназа-намаза, похоронен был Заляльдинов на мусульманском кладбище Самосырово.

## Творчество
В репертуаре Э. Заляльдинова арии, песни, романсы татарских, русских, советских и зарубежных композиторов, а также татарские и русские народные песни.
Особое место в творчестве певца занимают песни и романсы татарских композиторов Рустема Яхина, Алмаза Монасыпова, Фарида Яруллина, Александра Ключарёва, Назиба Жиганова, Загида Хабибуллина, Джаудата Файзи, Мансура Музаффарова, Рената Еникеева, Ильдуса Якубова и других.
За долгие годы творчества Э. Заляльдинов сделал множество записей, которые хранятся в фонде Всесоюзного и Республиканского радио.
Певец активно занимается пропагандой национального культурного наследия в настоящее время продолжает сольную концертную деятельность.
В декабре 2022 года Эмиль Заляльдинов стал победителем Х Национальной музыкальной премии «Болгар радиосы» в номинации «Легенда татарской эстрады».

## Звания и награды
Звания
- Почётное звание «Заслуженный артист РСФСР» (1982 год)[7].
- Почётное звание «Народный артист Татарской АССР» (1973 год)[8].
- Почётное звание «Заслуженный артист Татарской АССР» (1969 год)[9].

Медали
- Медаль «В память 1000-летия Казани» (2005 год)[10].
- Медаль «За доблестный труд» (2018 год) — за большой вклад в развитие музыкального искусства и многолетнюю плодотворную творческую деятельность[11].